# Венжинович Іван Федорович
Іван Федорович Венжинович (8 травня 1969, Почаїв, Україна — 30 вересня 2020, там само) — український лікар-терапевт. Лауреат премії «Ті, що вражають» (2020), нагороди «Світло Справедливості» (2020).

## Життєпис
Іван Венжирович народився 8 травня 1969 року місті Почаїв Кременецького району Тернопільської области (тоді — УРСР, нині — Україна).
Закінчив Ленінградську військово-медичну академію.
Працював у різних відділеннях та сімейним терапевтом у Почаївській районній лікарні. Входив у бригаду швидкої допомоги як терапевт і інфекціоніст.
У травні 2020 року в американському інформаційному агентстві Associated Press вийшов репортаж про те, що українські лікарні перевантажені хворими на COVID-19. На головній світлині — лікар Іван Венжинович у захисному костюмі після огляду пацієнтів з коронавірусом. Згодом цю світлину розмістили в українських містах на білбордах із написом «Дякуємо за життя».
Ще пізніше фото Венжиновича, серед інших світлин українських медиків, помістили на білборди із написом «Дякуємо за життя» у рамках національної кампанії від дитячого фонду ООН (ЮНІСЕФ) в Україні.
Як з'ясувалося, Венжинович хворів на коронавірусну хворобу ще влітку. Вона минула безсимптомно, хоча тоді тест виявився позитивним. Перші прояви хвороби почалися 26 вересня 2020 року, з'явилася висока температура і задишка. Поклали до лікарні, де діагностували двосторонню пневмонію. У понеділок 28 вересня 2020 року його привезли в лікарню з пневмонією, за два дні — ввечері — 30 вересня він помер.

## Родина
Залишилась дружина, яка працює завідувачкою лабораторії, та двоє дітей.